# Pietro Ferrari
Pietro Ferrari (ur. 12 marca 1907 w Reggio nell’Emilia; zm. w 1982) – włoski piłkarz, grający na pozycji bramkarza.

## Kariera piłkarska

### Kariera klubowa
W 1933 rozpoczął karierę piłkarską w miejscowej drużynie Reggiana. W latach 1936–1947 bronił barw Bologna, z którym trzykrotnie zdobył mistrzostwo Włoch. Potem wrócił do Reggiany, w której zakończył karierę piłkarza w roku 1948.

### Kariera reprezentacyjna
1 grudnia 1940 roku debiutował w narodowej reprezentacji Włoch w meczu przeciwko Węgrom (1:1).

## Sukcesy i odznaczenia

### Sukcesy klubowe
Bologna
- mistrz Włoch: 1936/37, 1938/39, 1940/41
- zdobywca Coppa Alta Italia: 1945/46